# Glenn Strömberg
Glenn Peter Strömberg ([ˈɡlɛnː ˈstrœ̂mːbærj]; Göteborg, 5 gennaio 1960) è un ex calciatore svedese, di ruolo centrocampista o libero.

## Carriera

### Giocatore

#### Club

Strömberg all'Atalanta nel 1984, in contrasto sullo juventino Platini.

Cresciuto nelle giovanili del Lerkils IF, inizialmente alternandosi fra calcio e tennistavolo (disciplina che l'ha visto eccellere a livello locale e di cui all'età di sedici anni ha disputato anche il torneo di qualificazione olimpico), ha giocato dal 1976 al 1982 nella massima serie svedese nelle file dell'IFK Göteborg, totalizzando 97 presenze e 9 gol in campionato e vincendo la Coppa UEFA nella stagione 1981-1982, oltre al campionato svedese nel 1982.
Nel gennaio del 1983 è passato al club portoghese del Benfica, con cui ha disputato due campionati, per un totale di 32 presenze e 10 reti, disputando un'altra finale di Coppa UEFA e vincendo un campionato.
Nel 1984 si è trasferito in Italia, all'Atalanta, dove ha chiuso la carriera nel 1992 dopo aver annunciato il suo ritiro a febbraio dello stesso anno dopo otto stagioni, tutte in Serie A tranne una in Serie B. Ha preso parte alle partite dell'Atalanta in Coppa delle Coppe nella stagione 1987-1988, fermatasi in semifinale contro i belgi del K.V. Mechelen. Con l'Atalanta ha totalizzato 185 presenze e 15 gol in Serie A e 34 presenze e 3 reti in Serie B.
Nel 1985 è stato nominato calciatore svedese dell'anno, vincendo il Guldbollen. Quello stesso anno viene premiato con lo Stor Grabb, riconoscimento riservato agli sportivi svedesi che si sono maggiormente distinti in Svezia e all'estero.
Viene considerato da tutti i tifosi neroazzurri il capitano storico e simbolo dell'atalantinità: ciò è stato testimoniato dalla spettacolare coreografia della curva nord dell'Atalanta in occasione dell'ultimo incontro casalingo del campionato 2011-2012, in cui sono state esibite sette bandiere con impressi i nomi dei sette storici capitani della squadra bergamasca.

#### Nazionale
Conta anche 52 presenze nella nazionale svedese, con cui ha partecipato al campionato del mondo 1990 in Italia.

### Dopo il ritiro
Al termine della carriera agonistica è rimasto in Italia e, da grande appassionato di cucina italiana, ha lanciato nel suo paese d'origine un marchio di prodotti italiani, chiamati proprio come lui.
Ha lavorato come commentatore calcistico per diverse televisioni svedesi, tra cui la TV di stato Sveriges Television e la televisione satellitare Viasat. Nel 2019 è stato inserito nella Hall of Fame del calcio svedese.

## Statistiche

### Presenze e reti nei club
| Stagione            | Squadra             | Campionato          | Campionato | Campionato |
| Stagione            | Squadra             | Comp                | Pres       | Reti       |
| ------------------- | ------------------- | ------------------- | ---------- | ---------- |
| 1976                | IFK Göteborg        | A                   | 0          | 0          |
| 1977                | IFK Göteborg        | A                   | 0          | 0          |
| 1978                | IFK Göteborg        | A                   | 0          | 0          |
| 1979                | IFK Göteborg        | A                   | 24         | 1          |
| 1980                | IFK Göteborg        | A                   | 25         | 2          |
| 1981                | IFK Göteborg        | A                   | 21         | 1          |
| 1982                | IFK Göteborg        | A                   | 27         | 5          |
| Totale IFK Göteborg | Totale IFK Göteborg | Totale IFK Göteborg | 97         | 9          |
| gen.-giu. 1983      | Benfica             | PD                  | 6          | 1          |
| 1983-1984           | Benfica             | PD                  | 26         | 9          |
| Totale Benfica      | Totale Benfica      | Totale Benfica      | 32         | 10         |
| 1984-1985           | Atalanta            | A                   | 27         | 2          |
| 1985-1986           | Atalanta            | A                   | 30         | 4          |
| 1986-1987           | Atalanta            | A                   | 26         | 3          |
| 1987-1988           | Atalanta            | B                   | 34         | 3          |
| 1988-1989           | Atalanta            | A                   | 25         | 1          |
| 1989-1990           | Atalanta            | A                   | 28         | 1          |
| 1990-1991           | Atalanta            | A                   | 20         | 2          |
| 1991-1992           | Atalanta            | A                   | 29         | 2          |
| Totale Atalanta     | Totale Atalanta     | Totale Atalanta     | 219        | 18         |
| Totale carriera     | Totale carriera     | Totale carriera     | 348        | 37         |

### Cronologia presenze e reti in nazionale
| Cronologia completa delle presenze e delle reti in nazionale ― Svezia | Cronologia completa delle presenze e delle reti in nazionale ― Svezia | Cronologia completa delle presenze e delle reti in nazionale ― Svezia | Cronologia completa delle presenze e delle reti in nazionale ― Svezia | Cronologia completa delle presenze e delle reti in nazionale ― Svezia | Cronologia completa delle presenze e delle reti in nazionale ― Svezia | Cronologia completa delle presenze e delle reti in nazionale ― Svezia | Cronologia completa delle presenze e delle reti in nazionale ― Svezia |
| Data                                                                  | Città                                                                 | In casa                                                               | Risultato                                                             | Ospiti                                                                | Competizione                                                          | Reti                                                                  | Note                                                                  |
| --------------------------------------------------------------------- | --------------------------------------------------------------------- | --------------------------------------------------------------------- | --------------------------------------------------------------------- | --------------------------------------------------------------------- | --------------------------------------------------------------------- | --------------------------------------------------------------------- | --------------------------------------------------------------------- |
| 3-6-1982                                                              | Solna                                                                 | Svezia                                                                | 1 – 1                                                                 | Unione Sovietica                                                      | Amichevole                                                            | -                                                                     | 67’                                                                   |
| 11-8-1982                                                             | Oslo                                                                  | Norvegia                                                              | 1 – 0                                                                 | Svezia                                                                | Amichevole                                                            | -                                                                     |                                                                       |
| 6-10-1982                                                             | Bratislava                                                            | Cecoslovacchia                                                        | 2 – 2                                                                 | Svezia                                                                | Qual. Euro 1984                                                       | -                                                                     |                                                                       |
| 13-11-1982                                                            | Nicosia                                                               | Cipro                                                                 | 0 – 1                                                                 | Svezia                                                                | Qual. Euro 1984                                                       | -                                                                     | 89’                                                                   |
| 27-4-1983                                                             | Utrecht                                                               | Paesi Bassi                                                           | 0 – 3                                                                 | Svezia                                                                | Amichevole                                                            | -                                                                     |                                                                       |
| 29-5-1983                                                             | Göteborg                                                              | Svezia                                                                | 2 – 0                                                                 | Italia                                                                | Qual. Euro 1984                                                       | 1                                                                     |                                                                       |
| 9-6-1983                                                              | Solna                                                                 | Svezia                                                                | 0 – 1                                                                 | Romania                                                               | Qual. Euro 1984                                                       | -                                                                     |                                                                       |
| 7-9-1983                                                              | Helsinki                                                              | Finlandia                                                             | 0 – 3                                                                 | Svezia                                                                | Amichevole                                                            | -                                                                     |                                                                       |
| 21-9-1983                                                             | Stoccolma                                                             | Svezia                                                                | 1 – 0                                                                 | Cecoslovacchia                                                        | Qual. Euro 1984                                                       | -                                                                     | 72’                                                                   |
| 15-10-1983                                                            | Napoli                                                                | Italia                                                                | 0 – 3                                                                 | Svezia                                                                | Qual. Euro 1984                                                       | 2                                                                     |                                                                       |
| 2-5-1984                                                              | Berna                                                                 | Svizzera                                                              | 0 – 0                                                                 | Svezia                                                                | Amichevole                                                            | -                                                                     | 85’                                                                   |
| 23-5-1984                                                             | Norrköping                                                            | Svezia                                                                | 4 – 0                                                                 | Malta                                                                 | Qual. Mondiali 1986                                                   | -                                                                     |                                                                       |
| 6-6-1984                                                              | Göteborg                                                              | Svezia                                                                | 0 – 1                                                                 | Danimarca                                                             | Amichevole                                                            | -                                                                     | 88’                                                                   |
| 26-9-1984                                                             | Milano                                                                | Italia                                                                | 1 – 0                                                                 | Svezia                                                                | Amichevole                                                            | -                                                                     |                                                                       |
| 17-10-1984                                                            | Colonia                                                               | Germania Ovest                                                        | 2 – 0                                                                 | Svezia                                                                | Qual. Mondiali 1986                                                   | -                                                                     |                                                                       |
| 14-11-1984                                                            | Lisbona                                                               | Portogallo                                                            | 1 – 3                                                                 | Svezia                                                                | Amichevole                                                            | -                                                                     |                                                                       |
| 1-5-1985                                                              | Ramat Gan                                                             | Israele                                                               | 1 – 1                                                                 | Svezia                                                                | Amichevole                                                            | -                                                                     |                                                                       |
| 22-5-1985                                                             | Göteborg                                                              | Svezia                                                                | 1 – 0                                                                 | Norvegia                                                              | Amichevole                                                            | -                                                                     |                                                                       |
| 5-6-1985                                                              | Solna                                                                 | Svezia                                                                | 2 – 0                                                                 | Cecoslovacchia                                                        | Qual. Mondiali 1986                                                   | -                                                                     |                                                                       |
| 11-9-1985                                                             | Copenaghen                                                            | Danimarca                                                             | 0 – 3                                                                 | Svezia                                                                | Amichevole                                                            | -                                                                     | 86’                                                                   |
| 25-9-1985                                                             | Stoccolma                                                             | Svezia                                                                | 2 – 2                                                                 | Germania Ovest                                                        | Qual. Mondiali 1986                                                   | -                                                                     |                                                                       |
| 16-10-1985                                                            | Praga                                                                 | Cecoslovacchia                                                        | 2 – 1                                                                 | Svezia                                                                | Qual. Mondiali 1986                                                   | -                                                                     |                                                                       |
| 17-11-1985                                                            | Ta' Qali                                                              | Malta                                                                 | 1 – 2                                                                 | Svezia                                                                | Qual. Mondiali 1986                                                   | 1                                                                     |                                                                       |
| 1-5-1986                                                              | Malmö                                                                 | Svezia                                                                | 0 – 0                                                                 | Grecia                                                                | Amichevole                                                            | -                                                                     |                                                                       |
| 14-5-1986                                                             | Salisburgo                                                            | Austria                                                               | 1 – 0                                                                 | Svezia                                                                | Amichevole                                                            | -                                                                     |                                                                       |
| 20-8-1986                                                             | Göteborg                                                              | Svezia                                                                | 0 – 0                                                                 | Unione Sovietica                                                      | Amichevole                                                            | -                                                                     | 82’                                                                   |
| 10-9-1986                                                             | Stoccolma                                                             | Svezia                                                                | 1 – 0                                                                 | Inghilterra                                                           | Amichevole                                                            | -                                                                     |                                                                       |
| 24-9-1986                                                             | Solna                                                                 | Svezia                                                                | 2 – 0                                                                 | Svizzera                                                              | Qual. Mondiali 1986                                                   | -                                                                     |                                                                       |
| 12-10-1986                                                            | Oeiras                                                                | Portogallo                                                            | 1 – 1                                                                 | Svezia                                                                | Qual. Mondiali 1986                                                   | 1                                                                     |                                                                       |
| 18-4-1987                                                             | Tbilisi                                                               | Unione Sovietica                                                      | 1 – 3                                                                 | Svezia                                                                | Amichevole                                                            | -                                                                     | Ammonizione                                                           |
| 24-5-1987                                                             | Göteborg                                                              | Svezia                                                                | 1 – 0                                                                 | Malta                                                                 | Qual. Euro 1988                                                       | -                                                                     |                                                                       |
| 3-6-1987                                                              | Stoccolma                                                             | Svezia                                                                | 1 – 0                                                                 | Italia                                                                | Qual. Euro 1988                                                       | -                                                                     | 87’                                                                   |
| 17-6-1987                                                             | Losanna                                                               | Svizzera                                                              | 1 – 1                                                                 | Svezia                                                                | Qual. Euro 1988                                                       | -                                                                     |                                                                       |
| 26-8-1987                                                             | Solna                                                                 | Svezia                                                                | 1 – 0                                                                 | Danimarca                                                             | Amichevole                                                            | -                                                                     |                                                                       |
| 23-9-1987                                                             | Solna                                                                 | Svezia                                                                | 0 – 1                                                                 | Portogallo                                                            | Qual. Euro 1988                                                       | -                                                                     |                                                                       |
| 14-10-1987                                                            | Gelsenkirchen                                                         | Germania Ovest                                                        | 1 – 1                                                                 | Svezia                                                                | Amichevole                                                            | -                                                                     |                                                                       |
| 14-11-1987                                                            | Napoli                                                                | Italia                                                                | 2 – 1                                                                 | Svezia                                                                | Qual. Euro 1988                                                       | -                                                                     |                                                                       |
| 31-3-1988                                                             | Berlino Ovest                                                         | Germania Ovest                                                        | 1 – 1 dts (2 – 4 dtr)                                                 | Svezia                                                                | Amichevole                                                            | -                                                                     |                                                                       |
| 2-4-1988                                                              | Berlino Ovest                                                         | Svezia                                                                | 2 – 0                                                                 | Unione Sovietica                                                      | Amichevole                                                            | -                                                                     | 46’                                                                   |
| 27-4-1988                                                             | Solna                                                                 | Svezia                                                                | 4 – 1                                                                 | Galles                                                                | Amichevole                                                            | 1                                                                     | 80’                                                                   |
| 31-8-1988                                                             | Solna                                                                 | Svezia                                                                | 1 – 2                                                                 | Danimarca                                                             | Amichevole                                                            | -                                                                     |                                                                       |
| 12-10-1988                                                            | Göteborg                                                              | Svezia                                                                | 0 – 0                                                                 | Portogallo                                                            | Amichevole                                                            | -                                                                     |                                                                       |
| 19-10-1988                                                            | Londra                                                                | Inghilterra                                                           | 0 – 0                                                                 | Svezia                                                                | Qual. Mondiali 1990                                                   | -                                                                     |                                                                       |
| 5-11-1988                                                             | Tirana                                                                | Albania                                                               | 1 – 2                                                                 | Svezia                                                                | Qual. Mondiali 1990                                                   | -                                                                     | 87’                                                                   |
| 14-6-1989                                                             | Copenaghen                                                            | Danimarca                                                             | 6 – 0                                                                 | Svezia                                                                | Amichevole                                                            | -                                                                     |                                                                       |
| 16-8-1989                                                             | Malmö                                                                 | Svezia                                                                | 2 – 4                                                                 | Francia                                                               | Amichevole                                                            | -                                                                     |                                                                       |
| 6-9-1989                                                              | Solna                                                                 | Svezia                                                                | 0 – 0                                                                 | Inghilterra                                                           | Qual. Mondiali 1990                                                   | -                                                                     | 72’                                                                   |
| 11-4-1990                                                             | Algeri                                                                | Algeria                                                               | 1 – 1                                                                 | Svezia                                                                | Amichevole                                                            | -                                                                     |                                                                       |
| 27-5-1990                                                             | Solna                                                                 | Svezia                                                                | 6 – 0                                                                 | Finlandia                                                             | Amichevole                                                            | -                                                                     | 73’                                                                   |
| 10-6-1990                                                             | Torino                                                                | Brasile                                                               | 2 – 1                                                                 | Svezia                                                                | Mondiali 1990 - 1º turno                                              | -                                                                     | 73’                                                                   |
| 16-6-1990                                                             | Genova                                                                | Svezia                                                                | 1 – 2                                                                 | Scozia                                                                | Mondiali 1990 - 1º turno                                              | 1                                                                     | 75’                                                                   |
| 20-6-1990                                                             | Genova                                                                | Svezia                                                                | 1 – 2                                                                 | Costa Rica                                                            | Mondiali 1990 - 1º turno                                              | -                                                                     | 20’ 82’                                                               |
| Totale                                                                |                                                                       | Presenze                                                              | 52                                                                    |                                                                       | Reti                                                                  | 7                                                                     |                                                                       |

## Palmarès

### Club

#### Competizioni nazionali
- Svenska Cupen: 2

IFK Göteborg: 1978-1979, 1981-1982
- Campionato svedese: 1

IFK Göteborg: 1982
- Taça de Portugal: 1

Benfica: 1982-1983
- Campionato portoghese: 1

Benfica: 1983-1984

#### Competizioni internazionali
- Coppa UEFA: 1

IFK Göteborg: 1981-1982
- Coppa Piano Karl Rappan: 3

IFK Göteborg: 1980, 1981, 1982

### Individuale
- Guldbollen: 1[3]

1985
- Stor Grabb: 1[4]

1985
- Inserito nella Hall of Fame del calcio svedese[4]

2019